# Opfermoor Niederdorla
Koordinaten: 51° 9′ 55″ N, 10° 26′ 43″ O
Das Opfermoor von Niederdorla (auch als Opfermoor Oberdorla und Opfermoor Vogtei bezeichnet) ist eine vorgeschichtliche Kultstätte in einem flachen See nördlich von Niederdorla im thüringischen Unstrut-Hainich-Kreis. Es liegt in der Vogtei südwestlich von Mühlhausen in der Gemarkung von Oberdorla, etwa 200 m entfernt vom nördlichen Ortsrand von Niederdorla. In der Hallstattzeit wurde das Opfermoor von einer Bevölkerung genutzt, deren Nachkommen in den Rhein-Weser-Germanen aufgingen. Die vor- und frühgeschichtlichen Kultanlagen des Opfermoors wurden zwischen 1957 und 1964 archäologisch untersucht. Funde und Erkenntnisse werden durch das Opfermoormuseum in Niederdorla und das Freilichtmuseum am Opfermoor einer breiten Öffentlichkeit zugänglich gemacht.

## Entstehung des Opfermoors

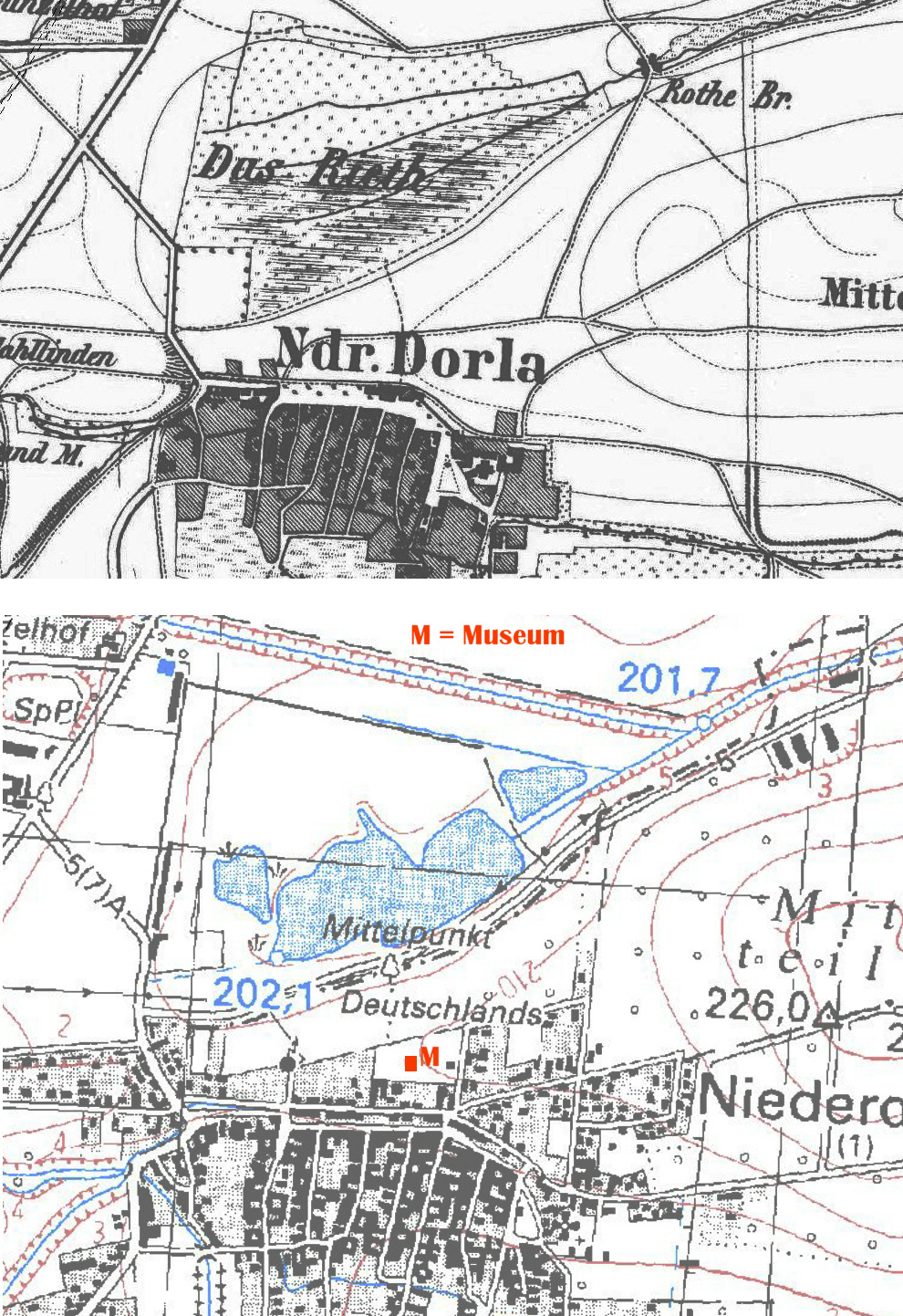
Kartenausschnitte zur Lokalisierung

Bei der Senke handelt es sich um eine Auslaugungssenke des Mittleren Muschelkalks, in der sich Grundwasser sammelte und sich ein Sumpf und offene Wasserflächen von etwa 700 m × 200 m bildeten. Der Flachsee verlandete und vermoorte. Aus den abgelagerten Sedimenten und Torfen konnte der Beginn der Verlandung mit 100 v. Chr. erschlossen werden. Die Torfe wurden ab 1947 abgebaut und der See so auf die heutige Größe und Form vergrößert. Im Zuge des Torfabbaus stieß man auch auf die vorgeschichtlichen Hinterlassenschaften.

## Archäologische Untersuchungen
Grabungen unter Günter Behm-Blancke, dem Direktor des Museums für Ur- und Frühgeschichte Thüringens in Weimar, legten kreisförmige Zaunanlagen aus Haselruten frei, in deren Zentren sich Altäre, Kultstangen und Göttergestalten, sogenannte Pfahlgötzen, befanden. Die Grabungen förderten des Weiteren zahlreiche Knochen von Pferden, Rindern, Schafen, Ziegen, aber auch Menschen sowie Waffen, ein Kultboot und verschiedene Alltagsgegenstände und -werkzeuge zu Tage. Es ist von Tier- und Menschenopfern auszugehen. Dem Seeheiligtum wird überregionale Bedeutung zugewiesen, da die Funde keinem speziellen Stamm zugeordnet werden konnten, sondern aus allen Teilen des damaligen Germanien stammen.
Im 1. Jahrhundert v. Chr. erbauten die Hermunduren im Opfermoor ein Rundheiligtum, das zur Völkerwanderungszeit ein großes Zentralheiligtum war. Unweit des Opfermoors, im Mahllindenfeld, wurde die größte prähistorische Siedlung Thüringens ergraben. Diese diente den Bauten im Museumsdorf als Vorbild.

## Interpretation der Funde
Die Datierung der Funde erbrachte eine kultische Nutzung des Sees von der Hallstattzeit im 6. Jahrhundert v. Chr. bis lange nach der Christianisierung, noch vereinzelt bis ins 11. und 12. Jahrhundert n. Chr.

### Hallstattzeit
Ein rechteckiger Feueraltar aus Muschelkalkstein, umgeben von einem halbrunden Wall aus Steinen und Erde stellt das religiöse Zentrum der frühen Periode dar. Auf dem Altar wurden Speiseopfer in Gefäßen dargebracht. Verkohlte Knospen am Brennholz datieren die Rituale, die offenbar zu Ehren einer Vegetationsgottheit stattfanden, ins Frühjahr. Der Altar kann mit gleich alten und älteren Anlagen des nordwestlichen Alpenraumes und mit frühgriechischen Brandaltären verglichen werden.
Neben dem Altar lag ein umwalltes Rundheiligtum, in dessen Zentrum eine Gottheit in Form einer Stele aufgestellt war, der unter anderem Ziegen geopfert wurden. Im heiligen Bezirk der Späthallstattzeit fanden sich auch kleine ovale Opferstätten, deren Grundrisse durch Steinlagen oder Ruten begrenzt wurden. Einige waren mit kleinen Holzidolen in Klotzform ausgestattet. Zu einem der Idole gehörte ein verzierter Halsreif. Ein großes Webstuhlgewicht deutete an, dass die verehrte Macht femininer Natur war. Bemalte Gefäße verweisen typologisch auf Beziehungen zum Rheinland.

### Latènezeit

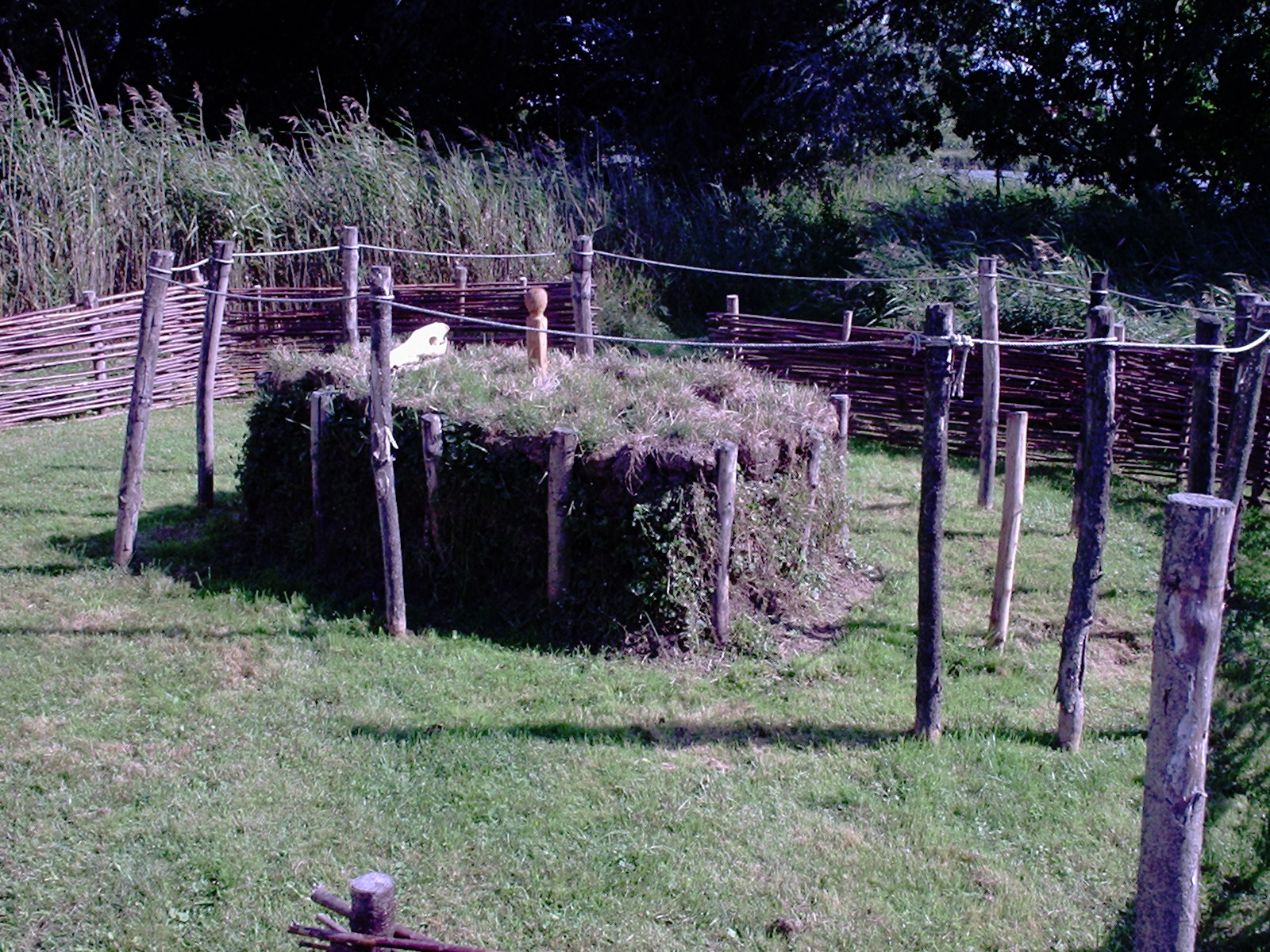
Rekonstruierter Altar mit Rinderschädel

Während der mittleren und späten Latènezeit entstand ein kleiner See, der über Jahrhunderte zum Zentrum der Opferpraxis wurde: Zahlreiche Heiligtümer verschiedener Form, die durch die erhaltenen Holzteile rekonstruiert werden konnten, wurden am Seeufer von der Latène- bis zur Völkerwanderungszeit angelegt. Auch nach der Vertorfung des Sees in der späten Völkerwanderungszeit wurden die kultischen Handlungen fortgesetzt.
Während der Latènezeit waren die Nachfahren der hallstattzeitlichen Bevölkerung keltischen Impulsen ausgesetzt. Apsisförmige Anlagen, wie sie unter anderem im Trierer Tempelbezirk erkannt wurden, sind nun auch am Opfermoor Niederdorla häufig. Im Innern einer Einhegung erhob sich ein von Flechtwerk gestützter kleiner Rasen- oder Plaggenaltar, an dem ein hoher Pfahl oder einfache Stangenidole aufgestellt wurden. Die Altäre waren von Kultstäben begleitet, die der Priester bei der Ausübung des Rituals verwendete. Das durch keltische Vorbilder geprägte Kultensemble wurde kurzzeitig von einem »Platzheiligtum« abgelöst, das mit einem Phallus- und einem weiblichen Astgabelidol versehen war. Es handelt sich um eine Opferstätte germanischer Einwanderer, die ausweislich der Keramikfunde aus dem Oder-Warthe-Gebiet kamen.

### Germanenzeit
1. Jahrhundert v. Chr.

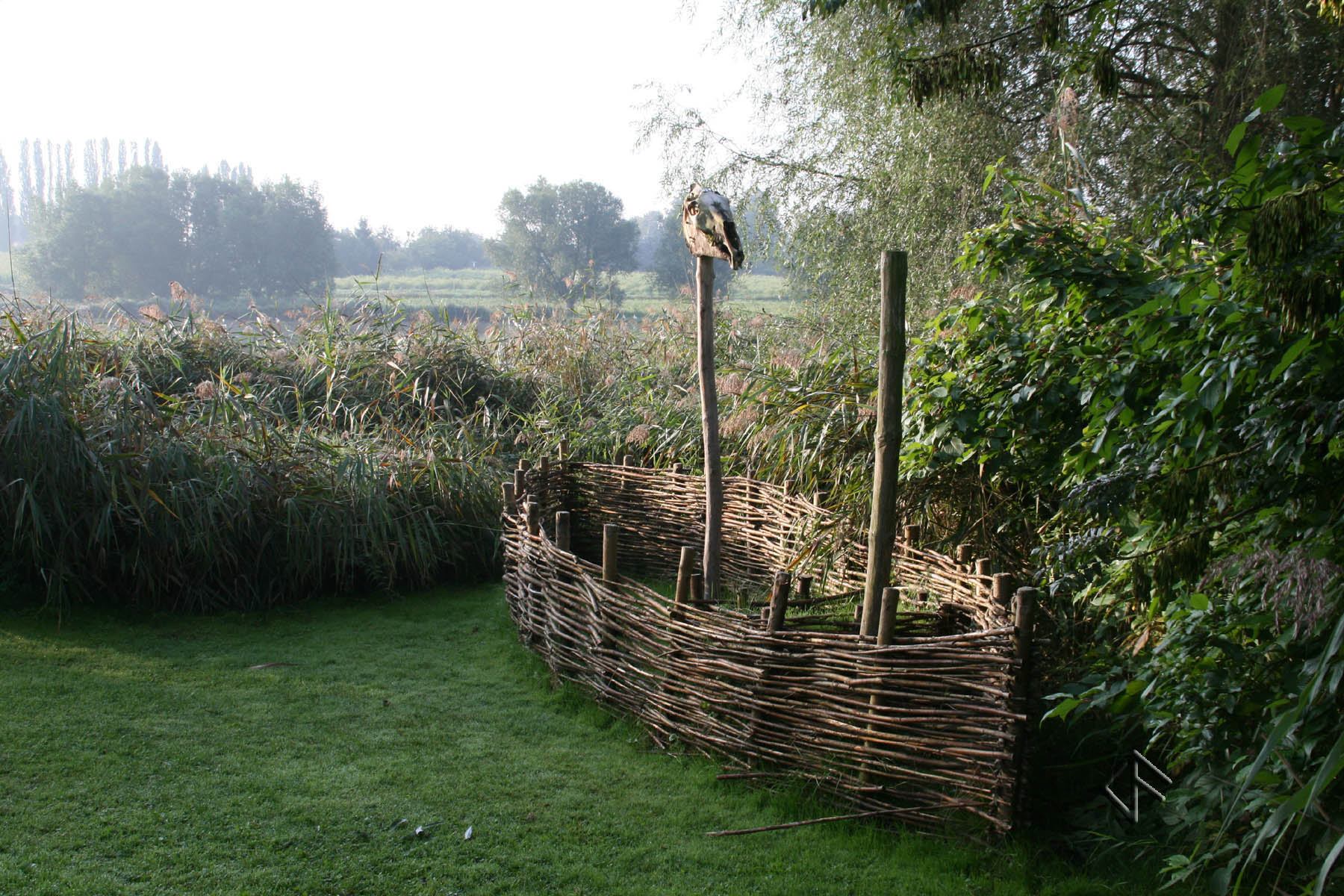
Kultstätte 5. Jh. n. Chr. Schiffsheiligtum

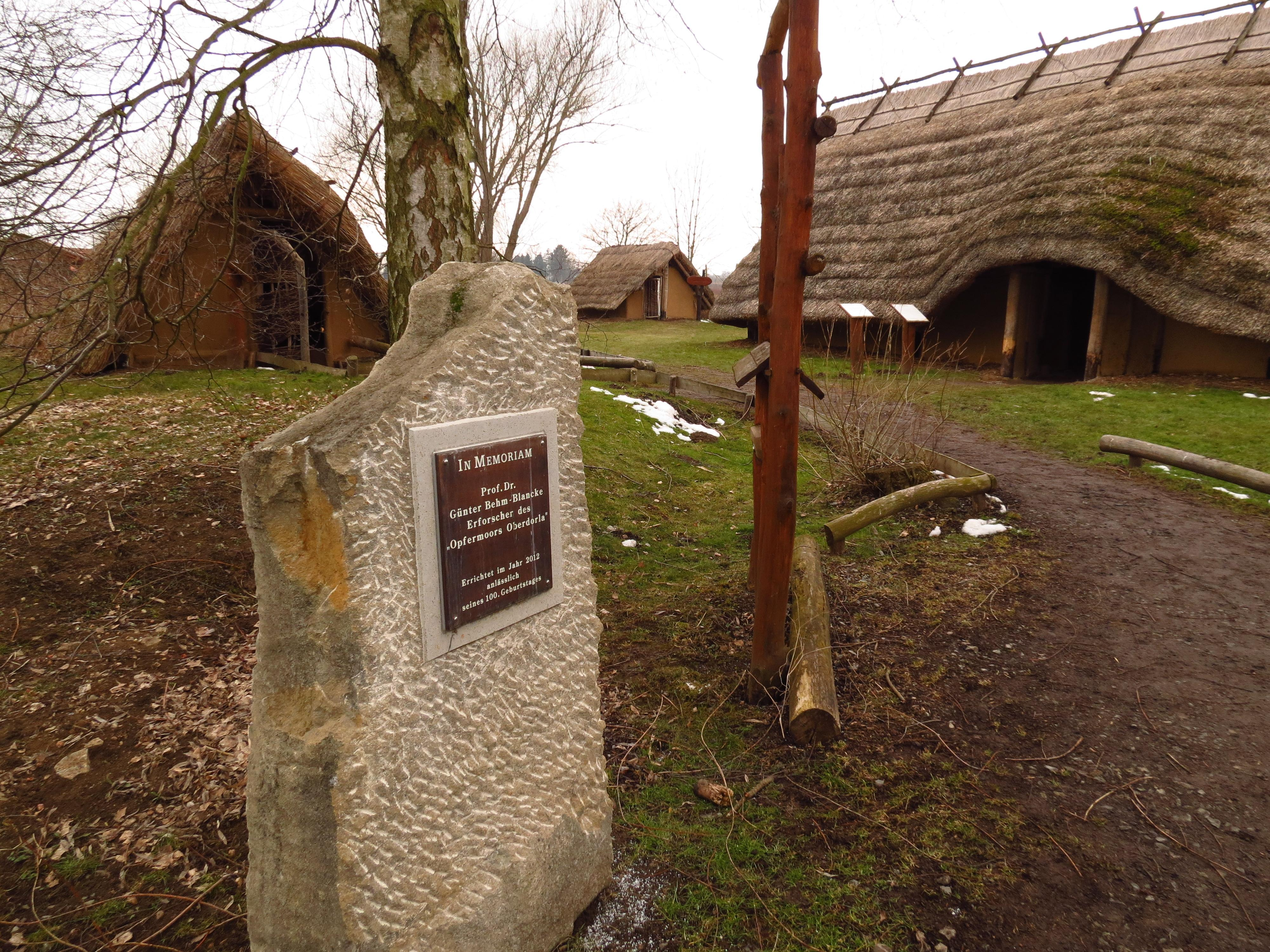
Gedenkstein für Prof. Dr. Günter Behm-Blancke am Opfermoor Vogtei

Ende des 1. Jahrhunderts v. Chr. erschienen in Nordthüringen die Hermunduren. Sie gründeten am Kultsee ein großes Rundheiligtum mit kleinen in sich geschlossenen Gehegen, in denen ebenfalls Kultpfähle und ein Astgabelidol aufgestellt wurden. Im Mittelpunkt der Anlage, die zwei Bauperioden erfuhr, befand sich ein großer rechteckiger Holzaltar mit Eckpfählen. In seiner Umgebung lagen zahlreiche Knochen von Tieropfern. An der Westgrenze des Heiligtums zeigten sich Schädelteile geopferter Menschen. An der Nordseite des Heiligtums schlossen sich zwei besondere Opferstätten an, die ein senkrecht aufgestelltes Schwert und ein menschlicher Schädel anzeigen. Tacitus erwähnt etwa zu dieser Zeit eine Auseinandersetzung zwischen den Hermunduren und den Chatten an der Werra. Nach der Schlacht, aus der die Hermunduren als Sieger hervorgingen, wurde die Opfertätigkeit am See fortgesetzt.
Römische Kaiserzeit
Während der mittleren römischen Kaiserzeit stand die Verehrung verschiedener durch ihre Idole und Attribute bezeichneter Götter in gemeinsamen Rundheiligtümern im Mittelpunkt. Der Periode der Konzentration von Opferstätten auf mehrere Götter folgte im 3. Jahrhundert ein isoliertes Heiligtum. Nahe dem Altar fand sich ein Holzidol einer Göttin, das gallo-römische Einflüsse zeigt. Die Göttin ist mit der römischen Diana vergleichbar, die ebenfalls Hirsch- und Eberopfer empfing. Die Göttin des 3. Jahrhunderts besaß in den älteren Heiligtümern des Opfermoores eine Vorläuferin. In einem großen Haufen mit Haustieropfern sind auch Knochen von Ochsen festgestellt worden. Verbindungen zum Limesgebiet lassen sich durch die Entdeckung der Handwerkersiedlung bei Haarhausen erklären. Sie zeigt Einflüsse der römischen Religion auf die Hermunduren, womit sich die Ochsenopfer und Obolusse in den Gräbern von Haßleben erklären. Das Heiligtum der „germanischen Diana“, deren Name vielleicht durch eine Sunna-Rune auf einem Gefäß gekennzeichnet wird, enthielt einen Sarg mit einem Skelett eines Mädchens. Dieses im 4. Jahrhundert zerstörte Grab charakterisiert die Bedeutung der Kultstätte. Die Verheerung kann mit politisch-religiösen Unruhen in Verbindung stehen, die offenbar die Herausbildung der Thüringer begleiteten.
Völkerwanderungszeit
Im 5. Jahrhundert wurde die Kultstätte durch zwei Schiffsheiligtümer geprägt. Zur großen, aus Ruten gebildeten Anlage mit eingegrabenem Steuerruder gehörte eine männliche Gottheit, die durch ein hohes Pfahlidol mit Pferdekopf wiedergegeben wurde. Ein kleines Schiff, mit einem Rinderopfer, stellt das Merkmal einer Göttin dar. Es lassen sich auch in älteren Kultperioden Schiffsheiligtümer nachweisen. In der späten Völkerwanderungszeit war das Heiligtum ein großer Opferplatz, dessen feste Einhegung irgendwann durch Brand zerstört wurde. Im Innern fanden sich mehrere Opferobjekte, aber kein Idol.
Mittelalter
Gefäße des 10. und 11. Jahrhunderts und Hundeknochen aus den Torfschichten weisen darauf hin, dass trotz der Christianisierung weiterhin an der traditionellen sakralen Stätte Opfer dargebracht wurden. Mit der Gründung des Archidiakonats von Oberdorla, dessen Einrichtung wahrscheinlich mit dem überregional bedeutsamen heidnischen Kultplatz zu tun hatte, erlosch der heidnische Götterdienst.

## Bedeutung der Forschungsergebnisse
Die archäologischen Befunde haben mit Hilfe der vergleichenden indoeuropäischen Religionsforschung und durch Einbeziehung älterer Funde kultischen Charakters in Europa zahlreiche neue Erkenntnisse über das Kultwesen der Hallstatt-, Latène-, römischer Kaiser- und Völkerwanderungszeit im hercynischen Raum erbracht.
Auf folgenden Gebieten wurden teilweise neue Gesichtspunkte gewonnen:
1. Konstruktion, Gestaltung und innere Einrichtung der Heiligtümer mehrerer Kulturperioden;
2. Typen der Idole und Kultstangen;
3. Ritualgeräte;
4. Tieropfer für männliche und weibliche Gottheiten;
5. Zerstückelungsopfer von Menschen;
6. Attribute der Gottheiten (unter anderem Hammertypen);
7. Rasenplaggenaltar und Altartisch.

Die in Oberdorla erkannten Elemente des protogermanischen und germanischen Kultes gestatten auch einen Vergleich mit den lokalen Volksbräuchen, die sich teilweise als Fortsetzung heidnischer Kulthandlungen beschreiben lassen.

## Museale Präsentation

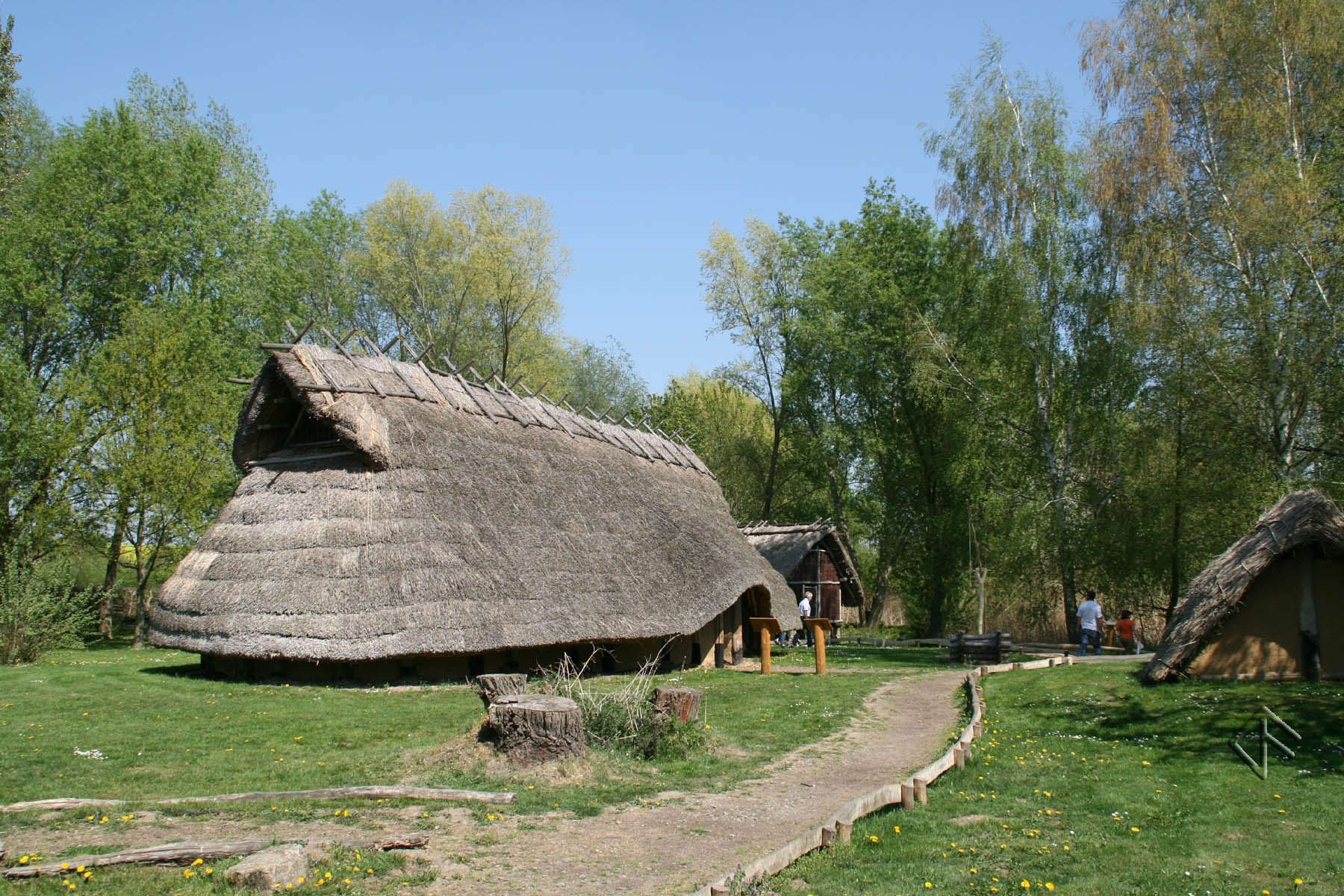
Museumsdorf am Opfermoor Niederdorla

- Die archäologischen Funde sind zum Teil im Opfermoor-Museum, einem Museumsbau am Nordrand von Niederdorla der Öffentlichkeit zugänglich. Im benachbarten Museumsdorf ist eine Siedlung aus dem 3. Jahrhundert n. Chr., bestehend aus einem Langhaus (Wohnstallhaus), drei Grubenhäusern und einem Speicher, am Westrand des Opfermoors rekonstruiert. Dort finden alljährlich im Wechsel das Germanenfest sowie der Römermarkt statt, die zahlreiche Römer- und Germanen-Darsteller in historischer Kleidung anlocken, die versuchen, damaliges Alltagsleben nachzustellen.
- Die archäologische Abteilung des in der Kreisstadt Mühlhausen befindlichen Museum am Lindenbühl (Kreisheimatmuseum) informiert ebenfalls über die Fundstelle von Niederdorla.
- Der wissenschaftliche Nachlass Professor Behm-Blanckes und ein Teil des Fundmaterials befinden sich im Museum für Ur- und Frühgeschichte Thüringens in Weimar.
- Nationalparkbesucher werden künftig am Bodendenkmal Hüneburg/Hünenteich bei Kammerforst (Thüringen) eine Schauanlage zur Frühgeschichte der Hainich-Region besichtigen können, die überwiegend nach Befunden vom Opfermoor konzipiert wurde.

## Galerie

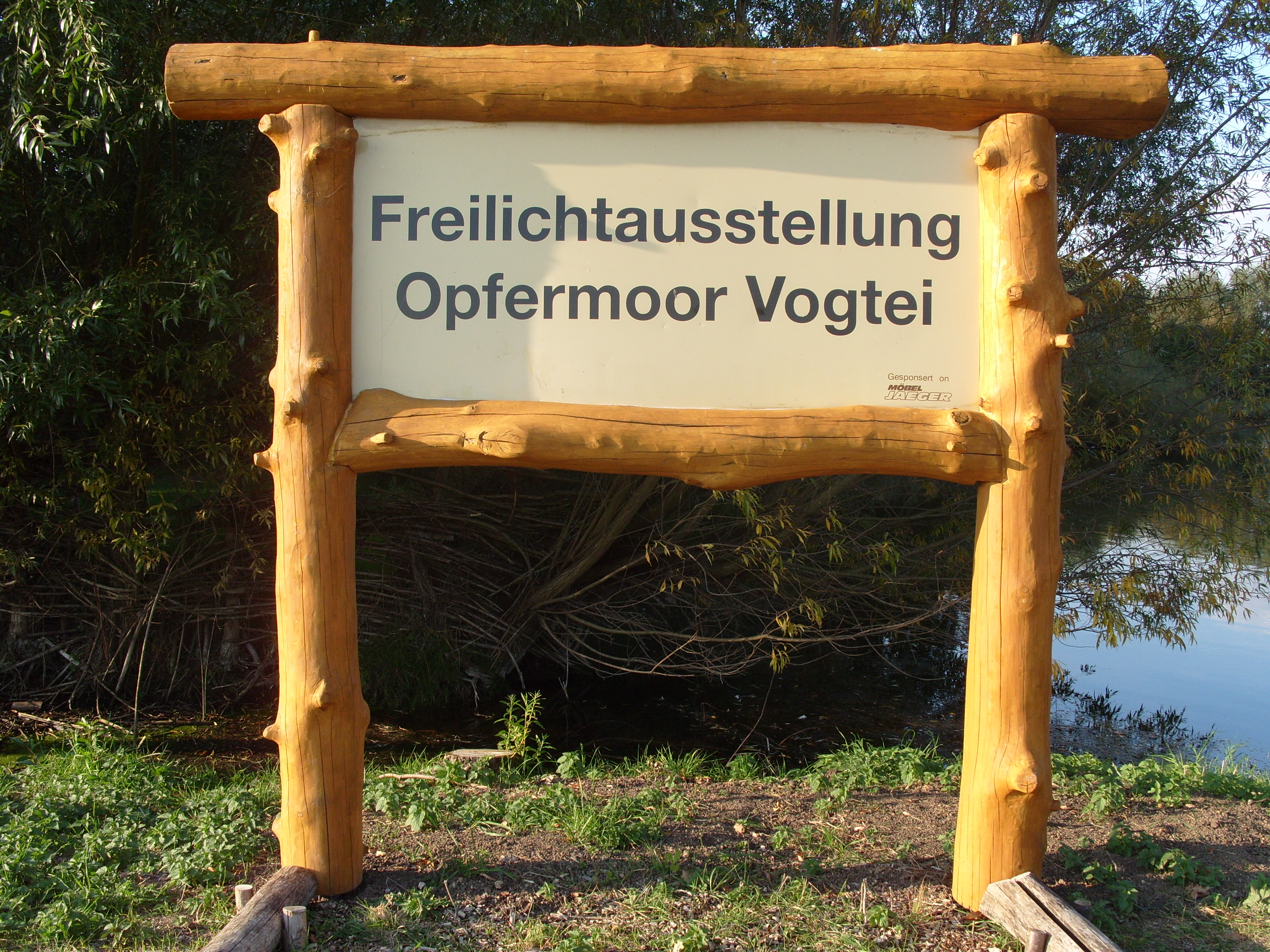
Eingangsschild vom Opfermoor Vogtei
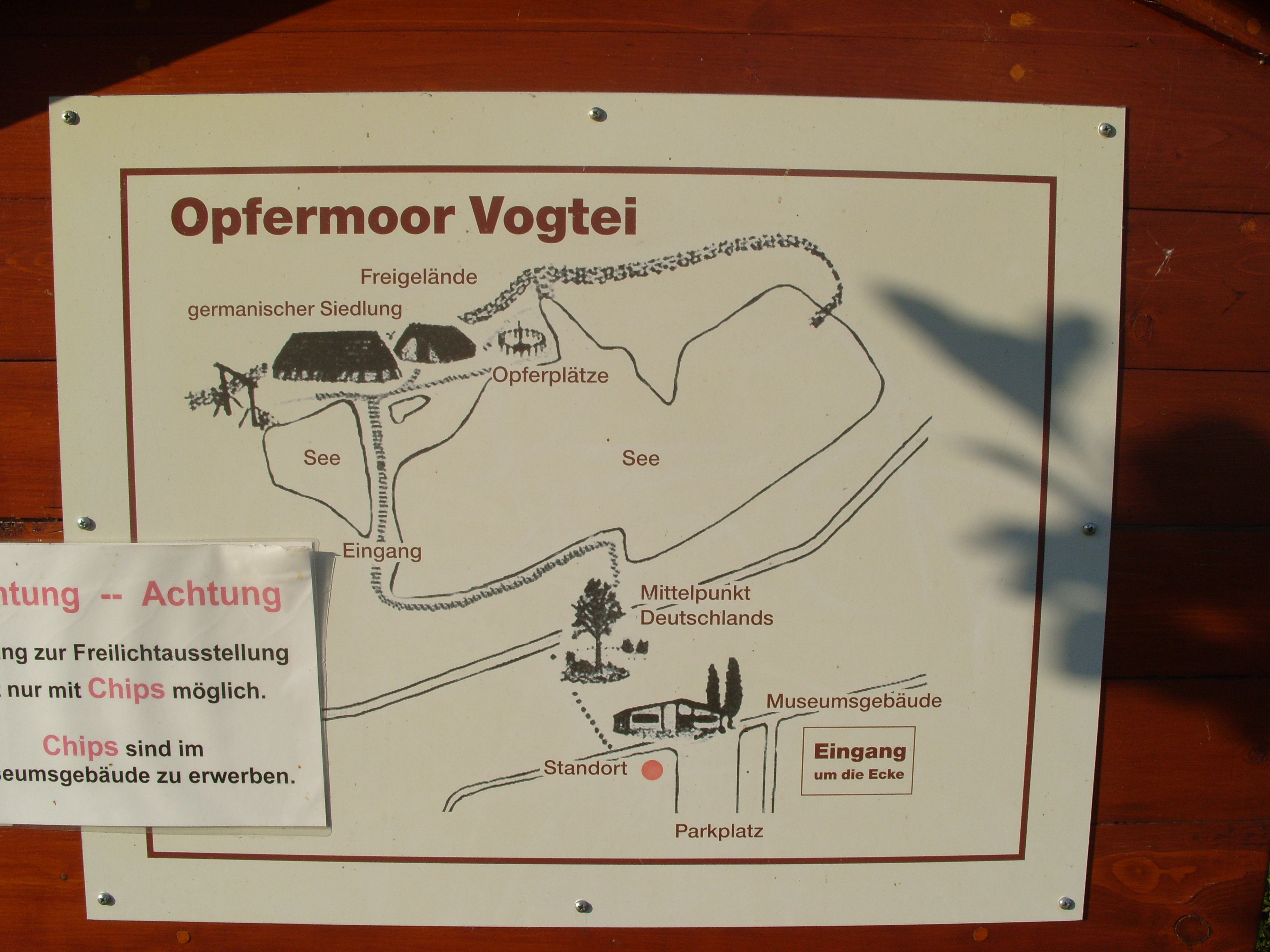
Plan vom Rundgang im Opfermoor
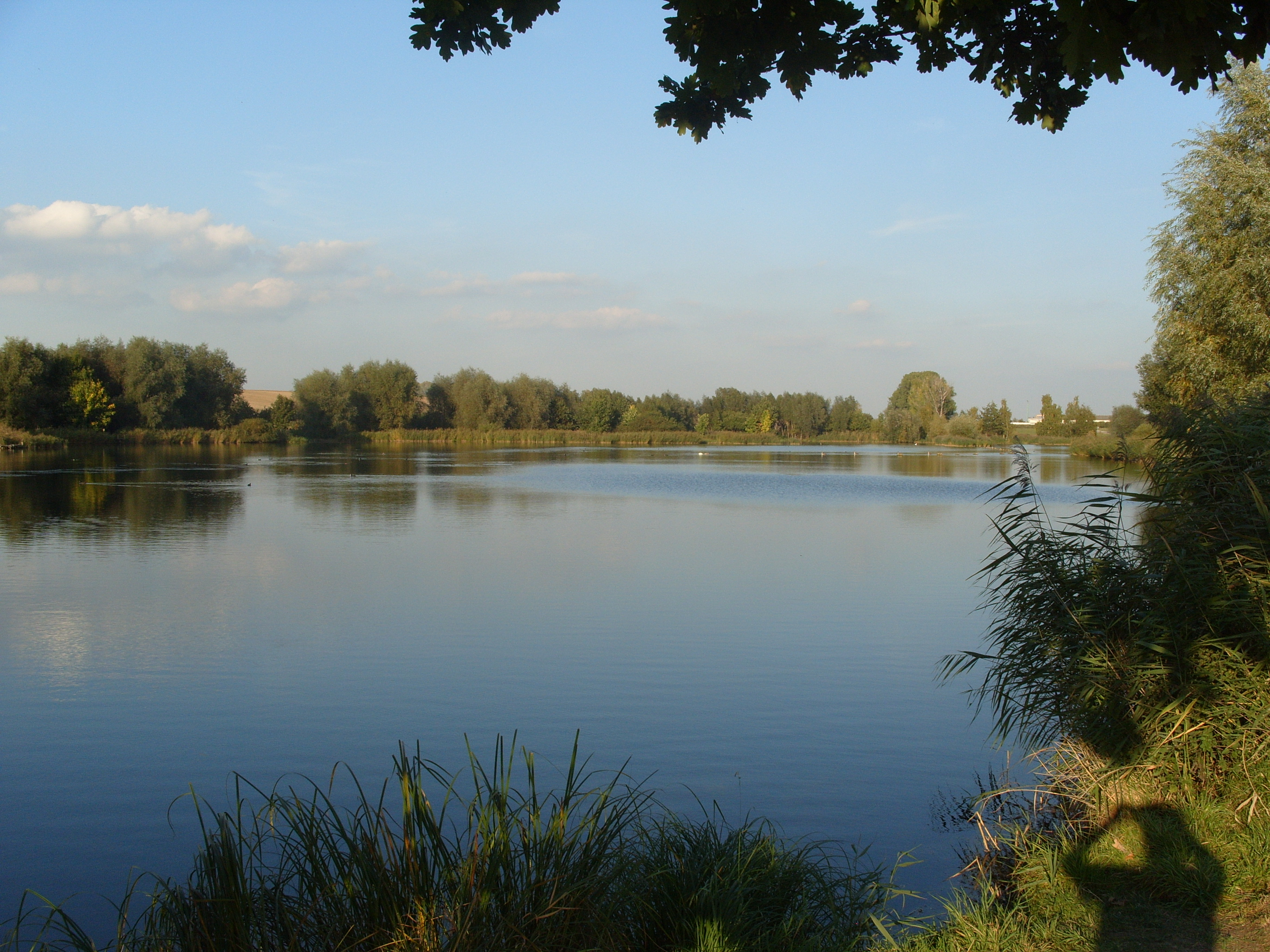
Blick über den heutigen See
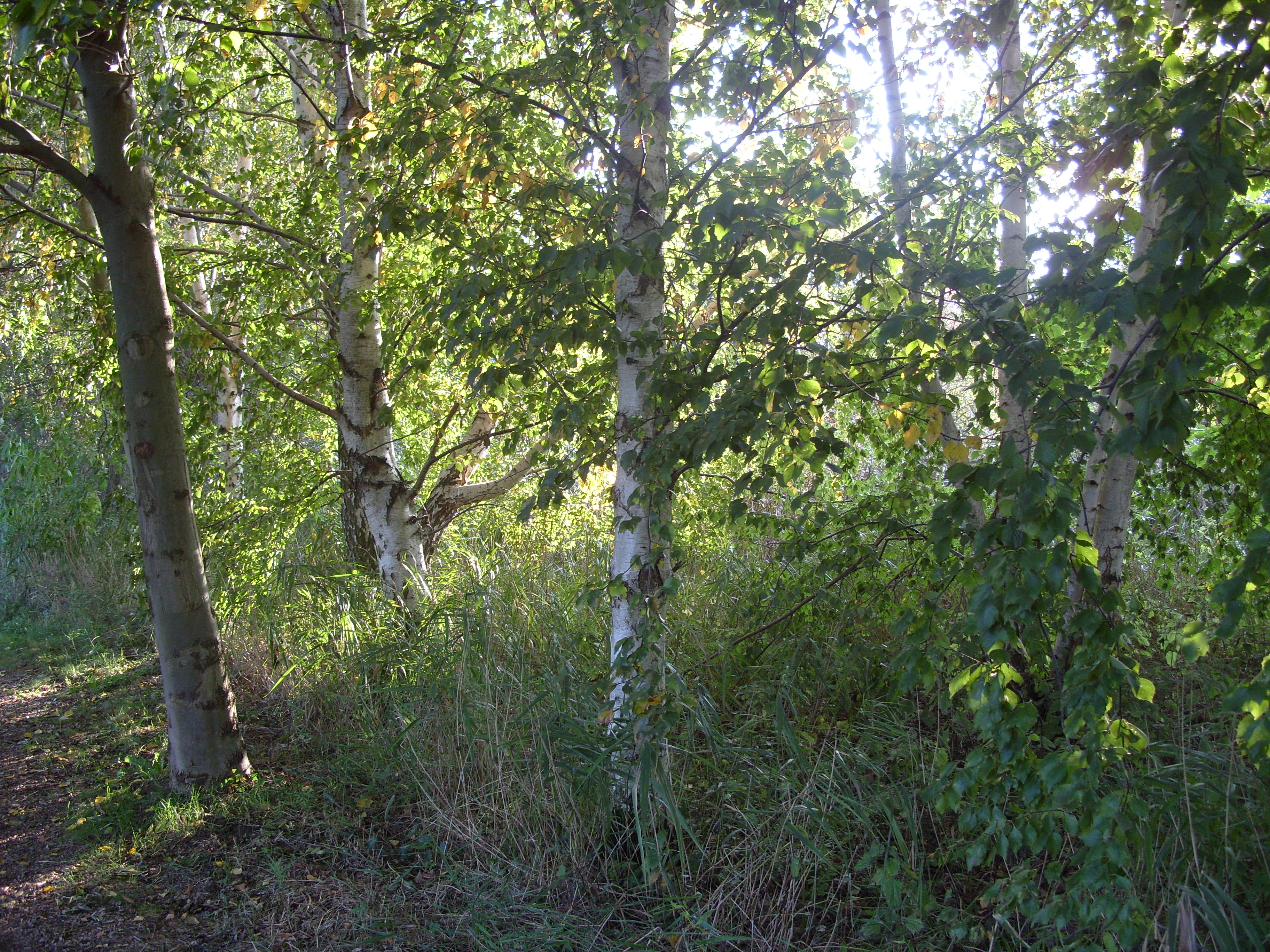
Birken säumen den Weg zu den Kultstätten
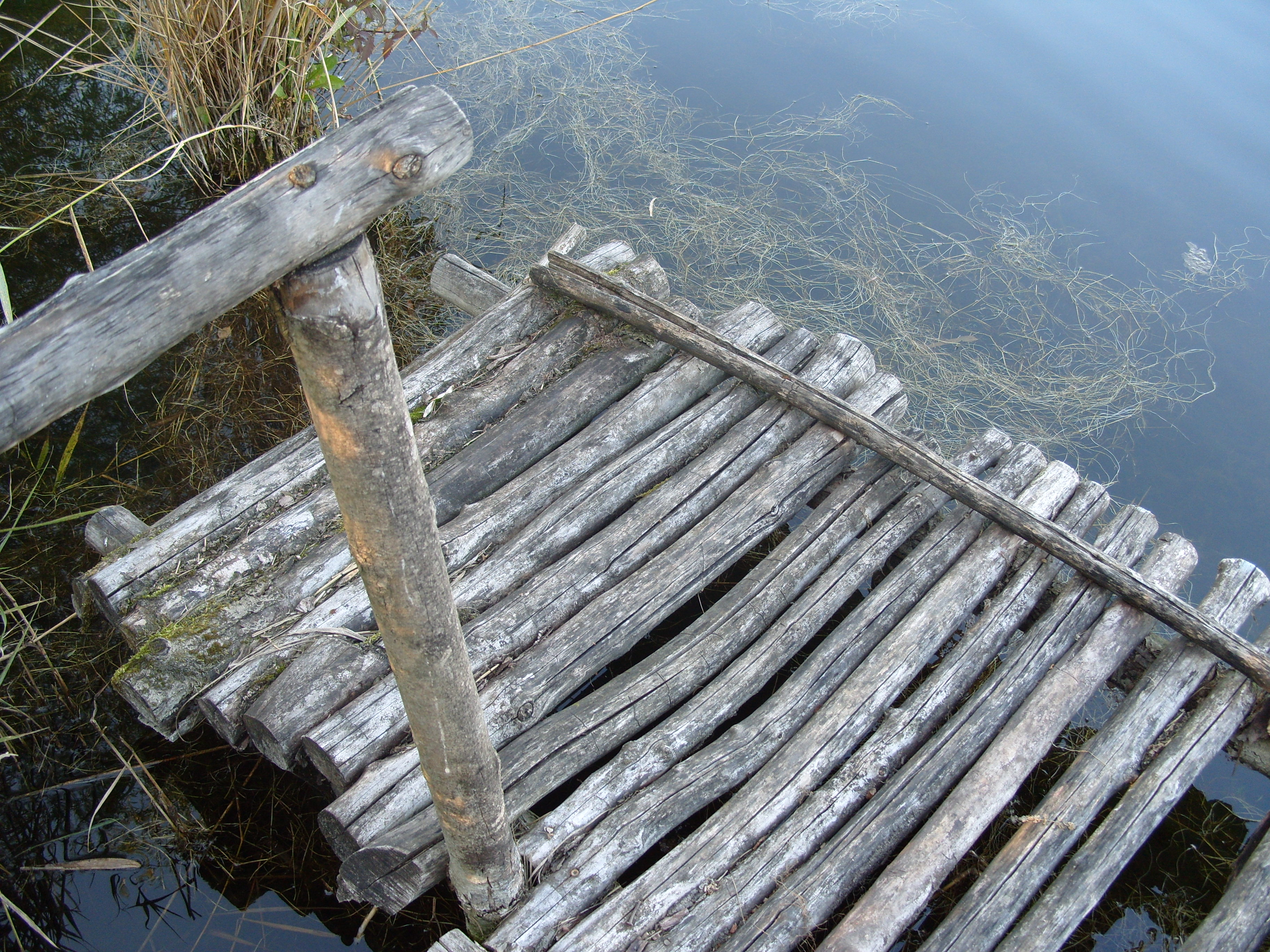
Rekonstruktion vorgeschichtlicher Steg
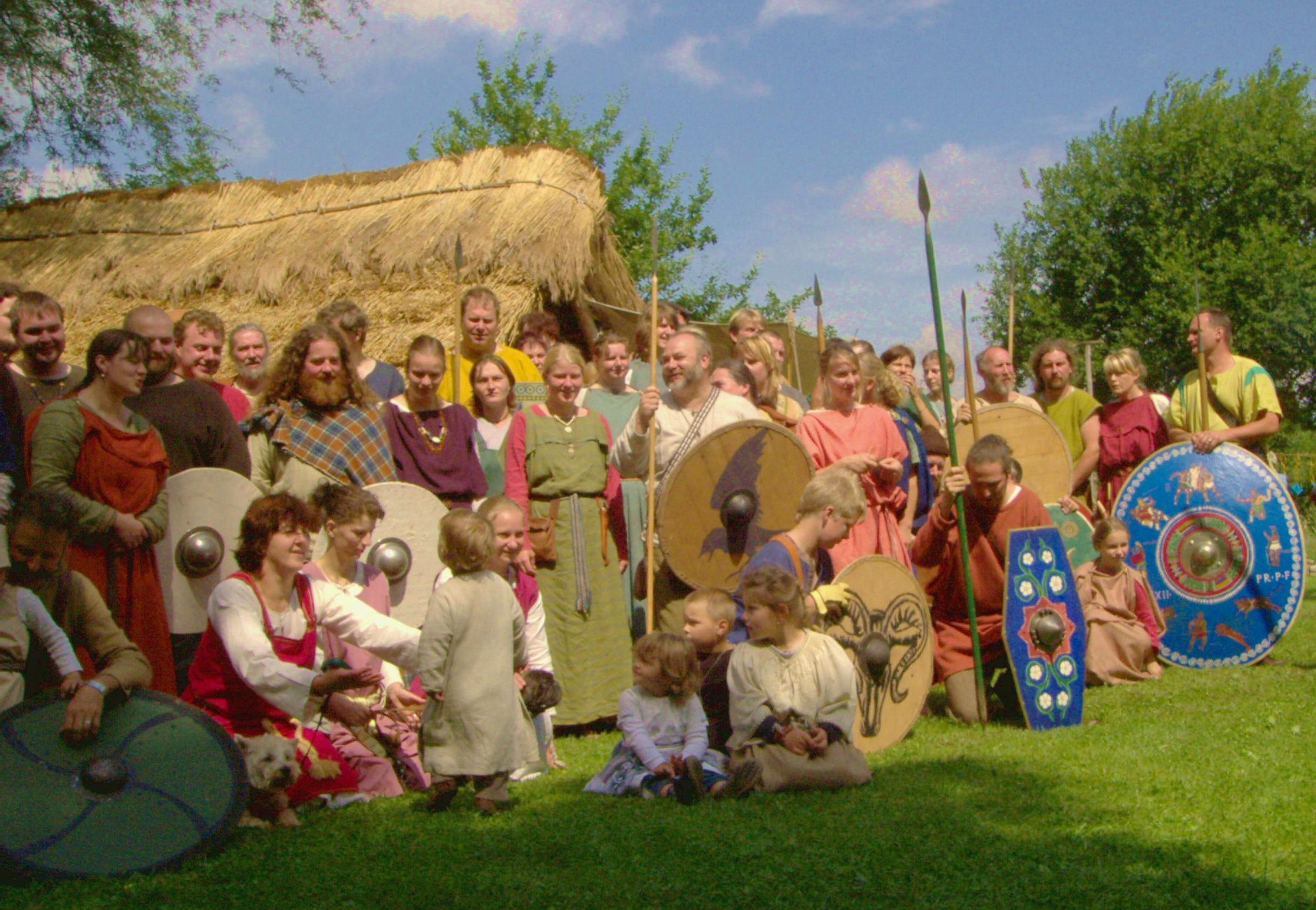
Germanenfest 2007 am Opfermoor